# Aabenraa
Aabenraa o Åbenrå (en alemany Apenrade) és una ciutat danesa del sud de la península de Jutlàndia, és la capital del municipi d'Aabenraa que forma part de la regió de Syddanmark, ambdós creats l'1 de gener del 2007 com a part d'una reforma territorial. La ciutat és a la costa de l'estret del Petit Belt (Lillebælt en danès), al fons del fiord d'Aabenraa.
Abans de la reforma administrativa danesa de 2004 (efectiva des de l'1 de gener del 2007), la ciutat era la capital del Comtat de Jutlàndia Meridional.
La indústria alimentària hi és la protagonista principal de l'economia, especialment en la producció de cervesa i conserves, tot i que també hi té presència el sector de producció i transformació de maquinària i la fabricació d'orgues.

## Història
Aabenraa va ser esmentada per primera vegada en relats històrics al segle xii, quan va ser atacada pels Wends. La ciutat va créixer durant l'alta edat mitjana al voltant d'Opnør Hus, el castell bisbal, i va rebre els dret de mercat el 1240. Durant l'edat mitjana era coneguda per la indústria pesquera i per la producció de llúpol. Entre 1560 i 1721 la ciutat va ser governada pels ducs de Gottorp.
Els seus dies de major prosperitat van transcórrer en el període que va entre 1750 i 1864, quan el trànsit naval coneixia el seu auge, a causa del comerç amb la mar Mediterrània, la Xina, Amèrica del Sud i Austràlia. Gaudia d'un bon port comercial, tenint la flota comercial més grossa del regne danès, després de Copenhaguen i Flensborg. La ciutat tenia moltes drassanes, famoses per la qualitat dels seus vaixells, dels quals el més famós fou el clipper Cimber, que el 1857 va fer la travessa Liverpool-San Francisco en 106 dies. La pesca i altres petites indústries eren els altres sectors de producció.
Des del 1864, com a resultat de la Segona Guerra d'Slesvig va passar a formar part de Prússia, de la Confederació d'Alemanya del Nord, i, des del 1871 en endavant, part de l'Imperi Alemany. El 1920 a un referèndum a Schleswig que va decidir la reintegració del nord de Schleswig (Nordslesvig en danès) a Dinamarca, el 55,1% de la població d'Aabenraa va votar a favor de seguir dins d'Alemanya, front el 44,9% que va votar a favor de la integració a Dinamarca.
El 14 de juny de 2019, un tornado IF2/F2/T4 de gamma baixa va aterrar a Aabenraa. Dos vehicles van ser bolcats a l'aparcament de l'hospital local. Un altre tornado de gamma alta IF1/F1/T3 va colpejar åbenrå el 13 de juliol de 2023 i va causar danys moderats. Alguns arbres van ser enderrocats i alguns edificis van quedar danyats, inclòs un edifici comercial que va tenir el sostre greument volat. 6 cotxes van resultar danyats i un es va moure 50 centímetres.

## La ciutat
Aabenraa té avui dia un port amb 7,5 metres de fondària i un significatiu comerç naval. D'entre les indústries, hi ha la de construcció d'orgues (Marcussens Orgelbyggeri) i de maquinària (Callesens Maskinfabrik). Ràdio Dinamarca té una oficina a la localitat.
Alguns dels edificis importants són l'Església de Sant Nicolau (St. Nikolaj kirke), dels temps del rei Valdemar II, les obres van començar el 1250. El castell de Brundlund (Brundlund Slot), erigit per la reina Margarida I cap al 1400. La ciutat, igual que la propera Elisenlund, té un balneari. Alguns dels barris daten de l'extensió de la primeria del segle xix, com Slotsgade, Store Pottergade, Lille Pottergade, Nygade, Nybro, Skibbrogade o Gildegade.